# With Confidence
With Confidence is een Australische poppunkband uit Sydney. De band werd opgericht in 2012.

## Geschiedenis

### Formatie, ep's, line-upveranderingen (2012-2015)
With Confidence werd opgericht midden 2012 door Jayden Seeley, Josh Brozzesi en Samuel Haynes, die samen op "high-school" hebben gezeten. Kort daarna kwam Inigo Del Carmen er bij, en de jongen begonnen met het plaatsen van video's op YouTube, waar ze hun eerste single "Stand Again" plaatsten op 27 April 2013. De band bracht hun eerste ep Youth uit op 1 juli 2013,[4] en zagen dat het een succes was. Hun nummers werden gedraaid op verschillende radio stations in Australië zoals 2Day FM en Triple J.[5] Toen ze hun ep hadden uitgebracht, hadden ze hun eerste Australische tour: The Never Ever De band speelde samen met bands als 5 Seconds of Summer, The Getaway Plan en The Red Jumpsuit Apparatus, om vervolgens een fanbase op te bouwen.
Op 8 januari 2014 had de gitarist Samuel Haynes gezegd niet langer lid te zijn van de band. De band ging verder met 3 personen en op 31 maart hadden ze een nieuwe single uitgebracht met hun eerste videoclip er bij: "I Will Never Wait". Met dit nummer hadden ze ook een tournee in april, waarbij meerdere shows waren uitverkocht, met onder andere die in Sydney "The Liar". Op 3 september, gingen ze weer verder met 4 man. Een gitarist waarmee ze als eerder hadden opgetreden werd officeel bij de band gevoegd, Luke Rockets. Ze gingen toen nog een jaar door met toeren met verschillende bands zoals You Me at Six, Tonight Alive, Marianas Trench en Kids in Glass Houses. De band bracht hun tweede EP Distance uit op 13 januari 2015. Dit was kort nadat ze hun tweede eigen tournee hadden, waarbij weer verschillende shows waren uitverkocht in Australië.

### Hopeless Records,Better Weather(2016-heden)
Op 4 januari 2016 heeft de band een contract getekend bij de Amerikaanse platenlabel Hopeless Records. Ze hebben dit nieuws verspreid samen met hun nieuwe single en videoclip "We'll Be Okay". Daarna had de band een nieuwe eigen tournee aangekondigd samen met The Harbours. Op 5 april hebben ze een nieuwe single uitgedracht genaamd "Keeper" en tegelijkertijd hebben ze hun eerste album aangekondigd genaamd "Better Weather" wat 17 juni wereldwijd uitkwam. Na hun Australische tournee reisden ze naar Japan om op tournee te gaan met The Wonder Years, ROAM en Cautioners. Gelijk na de Japanse tournee reisden ze naar het Verenigd Koninkrijk om samen met As It Is een tournee te maken samen met de Amerikaanse band Jule Vera. Na de tournee door het Verenigd Koninkrijk gingen ze op tournee door de VS om volledig mee te doen met de Vans Warped Tour.
Op 21 juli, bracht de band een muziek video uit voor hun nummer: "Voldemort". Op 17 oktober, heeft de band bekendgemaakt dat ze twee nieuwe versies van het nummer gingen uitbrengen: een akoestische versie en een andere samen met John Floreani van Trophy Eyes. De nummers zijn 18 oktober uitgebracht.
Eenmaal terug in Australië waren ze bijna gelijk weer op tournee, samen met Motion City Soundtrack en 5 Seconds of Summer voordat ze zelf op hun albumtournee gingen om te vieren dat hun album op 22ste plek stond in de Australische top. In december kondigden ze aan dat een deel uit zouden maken van Kerrang!'s American Superhits Green Day Tribute CD, met een cover van "Wake Me Up When September Ends".
In februari 2017 gingen ze op tournee in het Verenigd Koninkrijk en Europa, met Milestones, Broadside en Safe To Day. Op 18 maart speelden ze bij Dynamo in Eindhoven In april gingen ze op tournee door de VS met State Champs, Don Brocco en Against the Current. In mei, gingen ze terug naar het Verenigd Koninkrijk om met Set it Off te touren.

## Stijl en invloed
AllMusic biograaf Neil Z. Yeung schreef dat de band "de Blink-182-fakkel van poppunk draagt."
With Confidence is beïnvloed door de bands The Dangerous Summer, Kings of Leon, Blink-182, The Wonder Years, The Strokes en La Dispute volgens hun Facebookpagina. Blink-182, All Time Low, Red Hot Chili Peppers, en The Dangerous Summer werden genoemd in hun interview met Beers with the Band op YouTube.
De band gebruikt mentale gezondheid als thema in hun eerste album, in nummers zoals "Voldemort".

## Bandleden
- Joshua Brozzesi – drums (2012–heden)
- Inigo Del Carmen – achtergrondzang, gitaar (2012–heden)
- Jayden Seeley – leadzanger, basgitaar (2012–heden)

### Voormalige leden
- Samuel Haynes – gitaar (2012–2014)
- Luke Rockets – gitaar (2014–2017)

## Discografie
Studio-albums
| Better Weather | - Uitgebracht: 17 juni 2016 - Label: Hopeless (HR2259) - Formaat: cd, dl, lp | - | Love and Loathing | - Uitgebracht: 10 augustus 2018 - Label: Hopeless (HR2259) - Formaat: cd, dl, lp | - |

Ep's
| Titel    | Album details                                                          |
| -------- | ---------------------------------------------------------------------- |
| Youth    | - Uitgebracht: 1 juli 2013 - Label: Zelf uitgebracht - Formaat: DL     |
| Distance | - Uitgebracht: 13 januari 2015 - Label: Zelf uitgebracht - Formaat: DL |

Singles
| Titel           | Jaar | Album          |
| --------------- | ---- | -------------- |
| "We'll Be Okay" | 2016 | Better Weather |
| "Keeper"        | 2016 | Better Weather |
| "Voldemort"     | 2016 | Better Weather |

Videoclips
| Titel               | Jaar |
| ------------------- | ---- |
| "I Will Never Wait" | 2014 |
| "London Lights"     | 2015 |
| "Take Me Away"      | 2015 |
| "We'll Be Okay"     | 2016 |
| "Keeper"            | 2016 |
| "Voldemort"         | 2016 |
| "Long Night"        | 2017 |
| "Archers"           | 2017 |